# Maddie Ziegler
Madison „Maddie“ Nicole Ziegler (* 30. září 2002 Pittsburgh) je americká tanečnice, herečka a modelka, která dosáhla velké pozornosti ve velmi nízkém věku.
Ve věku osmi let se objevila v reality show televize Lifetime, Dance Moms z roku 2011, kde účinkovala až do roku 2016. Širší věhlas získala díky hlavní roli v hudebních videích zpěvačky Siy v letech 2014–2016, včetně Chandelier, Elastic Heart, Big Girls Cry, The Greatest a Cheap Thrills, které na YouTube do konce roku 2016 dohromady získaly skoro tři miliardy zhlédnutí. Maddie také tančila v různých televizních pořadech, např. v seriálu Austin a Ally, a na koncertech. Byla také vidět na obálkách časopisů; fotila pro Capezio, Ralph Lauren, Target a další. Maddie byla označena časopisem Time za „jednu z třiceti nejvlivnějších teenagerů roku 2015“.
Maddie je koučem v So You Think You Can Dance: The Next Generation a v roce 2016 se připojila k Sie na turné. V roce 2017 světlo světa spatřil její celovečerní film The Book of Henry a film Sister, který režírovala Sia.

## Dětství
Maddie se narodila v Pittsburghu v Pensylvánii Melisse a Kurtu Zieglerovým. Její otec vlastnil hypoteční společnost. Maddie je polského, německého a italského původu. Její rodiče se rozvedli v roce 2011, s odvoláním na finanční a citové okolnosti, které tanec způsobil rodině. Matka se v roce 2013 znovu vdala za Grega Gisoniho, viceprezidenta Westinghouse Electric Company.
Maddie má mladší sestru Mackenzie (* 4. června 2004), tanečnici a zpěvačku, jež s ní vystupovala v Dance Moms. Dále má dva starší nevlastní bratry z předchozího manželství jejího otce Kurta a starší nevlastní sestru a bratra z předchozího manželství nevlastního otce Grega.
Maddie byla od věku dvou let aktivním členem Abby Lee Dance Company. Trénuje step, contemporary, balet, lyrický moderní tanec, acro, jazz a vzdušný tanec. Do roku 2013 chodila do Sloan Elementary School, poté se začala učit doma. Se svou rodinou dlouho žila v Murrysville v Pensylvánii poblíž Pittsburghu a nyní dělí svůj čas mezi Murrysville a Los Angeles.

## Filmografie
| Rok               | Název                             | Role                | Poznámky    |
| ----------------- | --------------------------------- | ------------------- | ----------- |
| 2015              | Lucky Thirteen                    | ona sama            | krátký film |
| 2016              | Balerína                          | Camille (hlas)      |             |
| 2017              | The Book of Henry                 | Christina Sickleman |             |
| 2020              | Všem klukům: P.S. Stále tě miluju | roztleskávačka      | cameo       |
| 2021              | Music                             | Music               |             |
| 2021              | West Side Story                   | Velma               |             |
| 2021bude oznámeno | Následky                          | Mia Reed            |             |